# Luise Kremlacek
Luise Kremlacek (13. Mai 1904 in Wien – 7. September 1990 ebenda) war eine österreichische Kunsthändlerin, die ihr gesamtes Berufsleben, insgesamt 62 Jahre, über alle politischen Brüche hinweg der Galerie Würthle in Wien widmete.

## Leben und Wirken
Luise Kremlacek besuchte eine Handelsschule. 1920 wurde sie als Bürokraft in der Kunsthandlung Würthle & Sohn Nachf. in der Wiener Weihburggasse, unweit des Stephansdomes, eingestellt. Sie arbeitete unter der Prokuristin, dann Gesellschafterin und schließlich Alleininhaberin Lea Bondi-Jaray, die die Kunsthandlung in eine moderne Galerie mit dem Schwerpunkt auf junge österreichische Künstlern umgewandelt hatte. 1920 fanden bereits Ausstellungen zu Gustav Klimt und Egon Schiele statt. Infolge der Nürnberger Gesetze als Jüdin verfolgt musste Lea Bondi-Jaray am 7. April 1939 emigrieren und lebte seitdem in London. Der Salzburger Kunsthändler Friedrich Welz arisierte die Galerie und benannte sie in „Galerie Welz“ um. Kremlacek blieb während der erzwungenen Abwesenheit Bondi-Jarays als Mitarbeiterin beschäftigt. Nach dem Zweiten Weltkrieg wurde sie im Zuge der Rückabwicklung der „Arisierung“ als kommissarische Leiterin der Galerie eingesetzt, bis diese 1948 an Bondi-Jaray restituiert wurde. 1953 übernahmen Fritz Kamm und Fritz Wotruba die Galerie, nach ihnen war zuletzt Hans Dichand der Inhaber. Über mehrere Besitzerwechsel hinweg arbeitete Kremlacek bis 1982 als Geschäftsführerin. Der Kunsthistoriker Bruno Grimschitz berichtete in einem Schreiben an Welz über den Wechsel von Bondi zu Kamm und Wotruba: „Sie wurde weitergegeben wie ein Inventarstück!“ In den letzten Jahren ihrer Tätigkeit hatte sie sich als „Frau Luise“ derart hohe Anerkennung seitens der Künstler und der Kunden erworben, dass sie als „graue Eminenz“ der Wiener Kunstszene galt. Sie sei als eine clevere, faire Geschäftsfrau bekannt gewesen, die sich für die Künstler der Galerie eingesetzt habe. In der Zeitschrift Profil wurde sie als „die berühmte Kunsthändlerin“ bezeichnet, die in Hinblick auf die klassische Moderne „viele Fäden in der Hand“ hielt. Der Zeichner Paul Flora nannte sie postum ein „Fabelwesen“.
1982 ging sie in Pension. Sie starb mit 86 Jahren in Wien und wurde auf dem Wiener Zentralfriedhof bestattet.
Es gibt eine Pastellzeichnung Bildnis Luise Kremlacek von Josef Dobrovský aus dem Jahr 1944.

## Nachlass
Am 20. Juni 1991 wurden 60 Blätter aus der Sammlung der verstorbenen Luise Kremlacek im Wiener Dorotheum angeboten. Unter den zur Versteigerung gebrachten Werken befanden sich auch Zeichnungen von Egon Schiele von dubioser Provenienz. Sie gehörten ursprünglich zur Sammlung Heinrich Rieger, der gemeinsam mit seiner Frau von den Nazis beraubt und ermordet wurde. Es handelte sich um Bildnis einer Frau im Dreiviertelprofil (1917) und Kirche, Häuser, Haus, Häuser, im Hintergrund Bergkette (1917). sowie Weiblicher Akt mit hochgeschobenem Hemd (1914).

## Auszeichnung
- Berufstitel Professor